# Bryum nanoapiculatum
Bryum nanoapiculatum là một loài rêu trong họ Bryaceae. Loài này được Ochi & Kurschner mô tả khoa học đầu tiên năm 1988.